# Apechoneura nigritarsis
Apechoneura nigritarsis är en stekelart som först beskrevs av Cameron 1886.  Apechoneura nigritarsis ingår i släktet Apechoneura och familjen brokparasitsteklar. Inga underarter finns listade i Catalogue of Life.